# 徐州软件园
徐州软件园是一个位于江苏省徐州市泉山区东南部的产业园区，以新一代移动通信、软件与服务外包、矿山物联网、移动互联网、云计算应用与服务等新兴产业为主要发展方向。园区总面积108亩，共11栋楼宇，包含15座单体楼和2座商业群房。

## 历史沿革
徐州是江苏省的老工业基地，主导产业为能源及重工业，软件产业起步较晚，徐州软件园的发展起步于2008年，原为中国矿业大学国家大学科技园一期的一部分。2010年徐州市及泉山区为转变区域经济发展模式，推动现代服务业快速发展，规划在老园区北就近择地动工兴建新园区，2011年5月6日获省发改委批准正式启动园区建设。，并于2012年竣工开园。
园区由政府投资兴建，2010年，所在地泉山区政府成立了徐州软件园管理委员会负责园区的建设和管理。

## 地理位置
徐州软件园地处徐州市主城区的东南部，北侧有著名的淮海战役烈士纪念馆，南邻百年学府中国矿业大学，西侧有云龙湖风景区，东临陇海铁路。

## 入驻企业
- 软件企业：东软集团、南京联创科技、南大苏富特集团、金蝶软件等
- 通信企业：北京信威通信技术股份有限公司[5]等
- 学术科研平台：矿山互联网应用技术国家地方联合工程实验室等